# Konstytucja Estonii (1920)
Konstytucja Estonii z 1920 – druga ustawa zasadnicza Republiki Estońskiej obowiązująca w latach 1920-1934.
Pierwsza, tymczasowa ustawa zasadnicza Republiki Estońskiej uchwalona została 15 czerwca 1919 i obowiązywała rok, do 15 czerwca 1920, tj. do dnia ogłoszenia drugiej konstytucji. 
W drugim akcie prawnym sformułowano (co dotąd jest ewenementem w skali światowej) koncepcję demokracji bezpośredniej w praktycznie czystej postaci, czerpiąc ducha prawa z przemyśleń Jeana-Jacques'a Rousseau, a ideę z konstytucji Szwajcarii z 29 maja 1874 (obecnie już nie obowiązującej). Jednozdaniowa preambuła dość wiernie odwzorowana była z konstytucji weimarskiej. 

Najważniejszym przesłaniem ustawy była forma bezpośredniego sprawowania władzy przez naród estoński (§ 27): 
Najwyższym organem wykonującym władzę państwową w Estonii jest sama ludność w osobach swych obywateli uprawnionych do głosowania. 
Mimo takiego sformułowania tego paragrafu istniało wiele ograniczeń praw wyborczych. Dotyczyły one m.in. obywateli ustawowo uznanych za „chorych na umyśle lub za szalonych, ślepych, głuchoniemych i marnotrawców, o ile znajdują się pod kuratelą”. Ordynacja wyborcza pozbawiała nadto prawa głosu niektórych kategorii przestępców kryminalnych. 
Konstytucję bez powodzenia próbowano zmieniać dwukrotnie. W sierpniu 1932 zredagowano dwa projekty: 
- popierany przez partię Wabsów, odrzucony przez parlament,
- wypracowany przez Riigikogu i poddany pierwszemu referendum (poparło go 316 338 obywateli, przeciwko było 330 632), a po modyfikacjach drugiemu, w czerwcu 1933 (z poparciem 161 595 obywateli i z odrzuceniem 337 107 z nich)[1].

W październiku 1933 odbyło się kolejne referendum konstytucyjne, w którym 416 873 głosujących poparło zmiany, a 156 894 było przeciw. Trzecia konstytucja Estonii weszła zatem w życie 24 stycznia 1934.   